# Instrumedley
Instrumedley - utwór Dream Theater zagrany na koncercie w Tokio w 2004 roku i wydany na albumie Live at Budokan. Zawiera fragmenty 8 innych utworów zespołu wymieszanych w jedną całość. 
1. „The Dance of Eternity” z albumu „Metropolis Pt. 2: Scenes from a Memory” (który można uznać za „szkielet” całego utworu)
2. „Metropolis, Part 1: The Miracle and the Sleeper” z albumu „Images and Words”
3. „A Mind Beside Itself, Part 1: Erotomania” z albumu „Awake”
4. „A Change of Seasons, Part 4: The Darkest of Winters” z albumu „A Change of Seasons”
5. „Ytse Jam” z albumu „When Dream and Day Unite”
6. „Paradigm Shift” z albumu „Liquid Tension Experiment”, supergrupy założonej przez Mike'a Portnoya, w której skład wchodzą instrumentaliści Dream Theater, z wyjątkiem Johna Myunga.
7. „Universal Mind” (jak wyżej)
8. „When The Water Breaks” z albumu „Liquid Tension Experiment 2”
9. „Hell’s Kitchen” z albumu „Falling into Infinity”

W ten sposób Instrumedley zawiera po jednym utworze z każdego albumu studyjnego zespołu wydanego w latach 1989-1999, EP „A Change of Seasons” i dwóch pierwszych nagrań Liquid Tension Experiment.